# Asociación de Productores de Pisco (Chile)
La Asociación de Productores de Pisco AG (APPAG o Pisco Chile AG) es una asociación chilena, que reúne a viticultores, vinificadores, destiladores y envasadores de la industria del pisco chileno, abarcando con sus miembros más del 95% de dichas áreas productivas. Fue creada en 2003, posee con personalidad jurídica. Su actual presidente es Francisco Munizaga Muñoz.
Esta asociación agrupa y representa los intereses de más de 20 empresas ligadas al pisco chileno, que a su vez, reúne más de 50 marcas de piscos que se comercializan en el mercado interno y externo. Entre otras marcas: Capel, Artesanos de Cochiguaz, Alto del Carmen, Los Nichos, Espíritu de Elqui, WAQAR, Aba, Fuego, Armidita, El Gobernador, Álamo, Chañaral de Carén, Pisco Cumbres, Perry Barne's, John Barne's, KAPPA, Mal Paso, Bauzá, Río Elqui, Horcón Quemado y Bou Barroeta.

## Asociados
- Agrícola e Inmobiliaria San Félix S.A.
- Agroproductos Bauzá S.A.
- Cooperativa Agrícola Pisquera Elqui Limitada (CAPEL)
- Compañía Pisquera de Chile
- Grupo Pisquero Cumbres S.A
- Perigeé Spirits S.A.
- Pisco Chañaral de Carén
- Pisquera Aba
- Pisquera Río Elqui Limitada
- Pisquera Tulahuén
- Sociedad Agrícola Fundo Los Nichos S.A.
- Sociedad Agrícola Hacienda Mal Paso y Cía Limitada
- Sociedad Agroindustrial El Rosario Limitada
- Viñedos Álamo Limitada